# Go Get It
"Go Get It" é uma canção do rapper norte-americano T.I.. Ela foi lançada como single para download digital em 17 de Julho de 2012.

## Desempenho Comercial

### Paradas Musicais
| Parada (2012)                          | Melhor posição |
| -------------------------------------- | -------------- |
| Canadá - (Canadian Hot 100)            | 86             |
| Estados Unidos - (Billboard Hot 100)   | 77             |
| Estados Unidos - (Billboard Rap Songs) | 23             |
| Estados Unidos - (R&B/Hip-Hop Songs)   | 40             |